# 康兆政變
康兆政變（：／ Gangjoui Jeongbyeon）是发生於高丽穆宗在位時的1009年的一次宫廷政变。西京（今平壤附近）都巡檢使康兆的弒君行为，成為了辽国第二次入侵高丽的导火索。

## 背景
康兆政變發生之時，正值千秋太后與金致陽專政的時候。由於穆宗沒有後嗣，唯恐大權旁落至外姓人手上，宗室都希望為穆宗尋找後嗣，以續高麗王朝。

## 經過
根據《高麗史》的紀錄，在己酉年（1009年）正月壬申日，當高麗第7代國王穆宗在詳故殿觀燈時，大府油庫發生火災，並延燒至千秋宮。這場火被認為是由高丽武官金致阳放火，目的是要威胁杀死穆宗並篡位。穆宗「見殿宇府庫煨燼，悲嘆成疾，不聽政」，「累日不豫」，而且「厭見群臣」，所以「王與蔡忠順、崔沅密議立嗣，遣皇甫俞義迎大良院君于神穴寺」。康兆收到消息，便帶兵到開京，並立刻处死了金致阳及其支持者。与康兆为敌的大臣们马上散布谣言说康兆要谋反篡位。穆宗得知后开始策划杀死康兆。康兆于是下令其部下杀死所有与他为敌的人，包括穆宗。刺杀了穆宗后，康兆立穆宗堂叔王询为王，即高丽显宗。
得知穆宗被杀后，辽圣宗耶律隆绪于1010年趁机以为穆宗报仇为由，率40万契丹大军攻打高丽。康兆率军迎敌。取得了些胜利后，康兆开始轻敌。将指挥大权交给了他的部下，结果契丹大胜高丽。康兆也被契丹活捉。耶律隆绪多次要康兆投靠辽国，但康兆不肯。于是辽圣宗耶律隆绪将他处死。

## 參看
- 高丽契丹战争
- 姜邯贊（강감찬）
- 河拱辰（하공진）
- 遼史 - 高麗史